# کلاته محمدغلام
کلاته محمدغلام یک روستا در ایران است که در دهستان جلگه ماژان شهرستان خوسف واقع شده‌است.